# Piteälven
Piteälven est un fleuve du nord de la Suède, un des plus longs du pays.

## Géographie
Piteälven prend sa source dans les montagnes à l'ouest de Jokkmokk, au pied du Sullitava, se dirige vers le sud-est à travers la Laponie en traversant une succession de lacs : Tjeggelvas, Vuolvojaure et Labbas. Les plus grands rapides du fleuve sont Storforsen, avec un dénivelé de 60 mètres. Le fleuve poursuit son cours dans la province de Norrbotten pour se jeter dans le golfe de Botnie à Pitsund, dans la municipalité de Piteå.

## Hydrologie

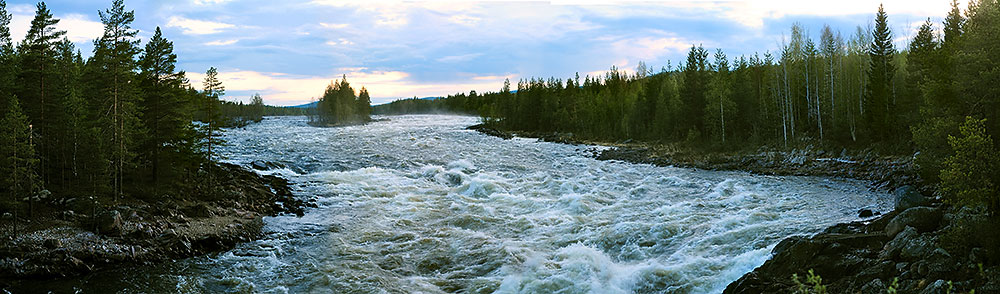
Benbryteforsen sur la Piteälven

### Principaux affluents
- Abmoälven
- Varjisån
- Vistån
- Lillpiteälven

## Production hydroélectrique
Piteälven fait partie des grands fleuves qui ne sont pas du tout utilisés pour produire de l'énergie hydraulique.

## Provinces historiques et principales communes traversées
- Lappland : Stenudden, Norra Bergnäs, Giffun.
- Norrbotten : Vidsel, Älvsbyn, Piteå.

## Sources
- (sv) Données sur la longueur des fleuves de Suède
- (sv) Données sur le débit des fleuves de Suède
- (sv) Données sur la surface du bassin des fleuves de Suède